# Gare de Pont-de-Sallaumines
Ne doit pas être confondu avec Gare de Sallaumines.
La gare de Pont-de-Sallaumines est une gare ferroviaire française de la ligne de Lens à Ostricourt, située sur le territoire de la commune de Sallaumines dans le département du  Pas-de-Calais en région Hauts-de-France.
C'est une halte voyageurs de la Société nationale des chemins de fer français (SNCF) desservie par des trains TER Hauts-de-France.

## Situation ferroviaire

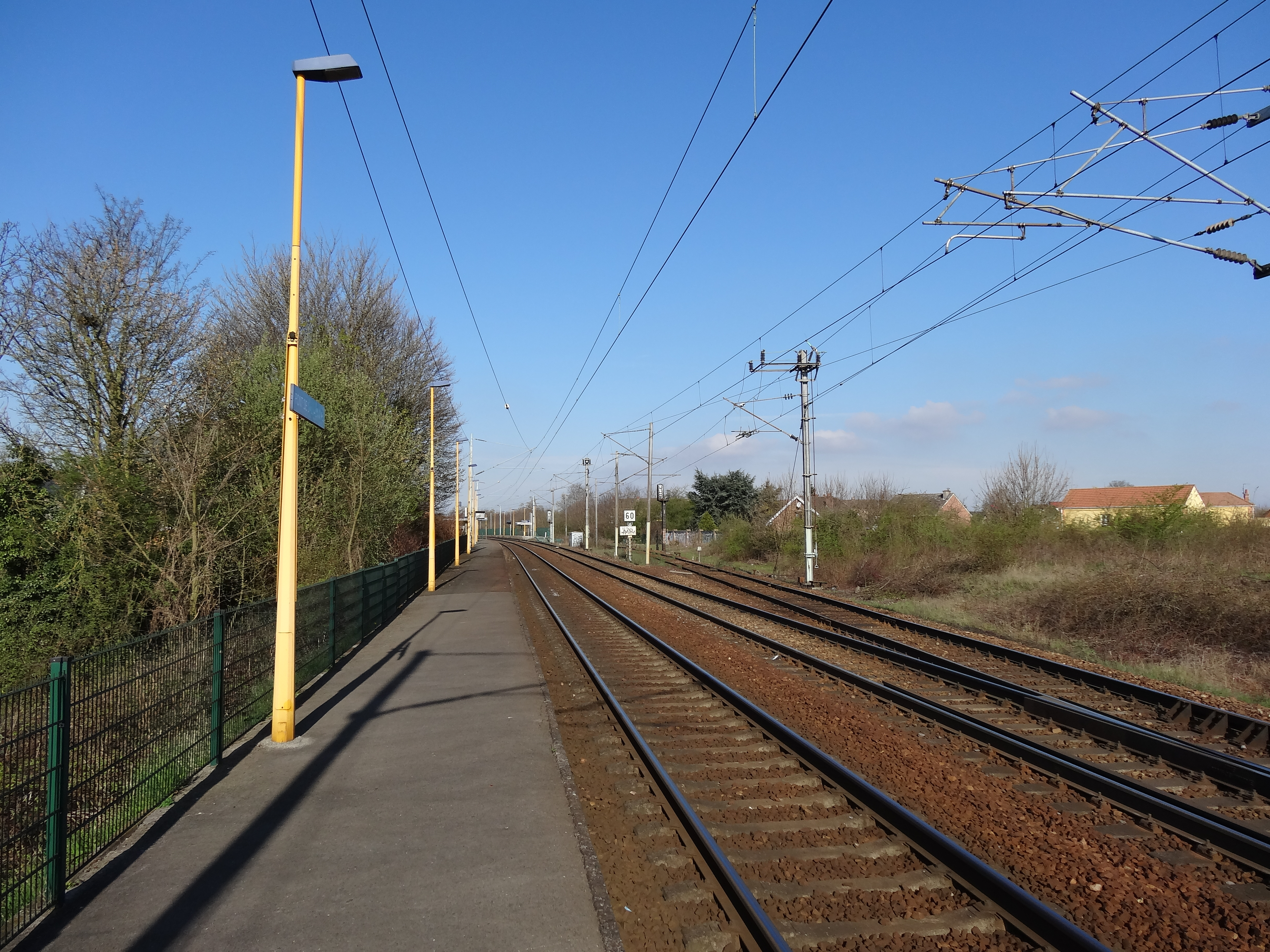
À droite, la bifurcation du Pont de Sallaumines qui ramène au raccordement de Sallaumines puis à la gare de Sallaumines sur la ligne de Lens à Don - Sainghin.

Établie à 34 mètres d'altitude, la gare de Pont-de-Sallaumines est située au point kilométrique (PK) 211,619 de la ligne de Lens à Ostricourt entre les gares de Lens et de Coron-de-Méricourt.

## Service des voyageurs

### Accueil
Halte SNCF, c'est un point d'arrêt non géré (PANG) à entrée libre.
La traversée des voies et l'accès aux quais se fait par des escaliers accessibles par la rue Louise Michel qui passe sous le pont ferroviaire.

### Desserte
Pont-de-Sallaumines est desservie par des trains TER Hauts-de-France qui effectuent des missions, entre les gares de Lens et de Lille-Flandres, ou de Valenciennes, ou de Libercourt, ou de Dourges.

### Intermodalité
Le stationnement des véhicules n'est pas possible à proximité de l'entrée de la halte.